# بوث‌سویل (ویرجینیای غربی)
بوث‌سویل (به انگلیسی: Boothsville) یک منطقهٔ مسکونی در ایالات متحده آمریکا است که در شهرستان ماریون، ویرجینیای غربی واقع شده‌است. بوث‌سویل ۲۹۲٫۹۲ متر بالاتر از سطح دریا واقع شده‌است.